# Diego Tomé

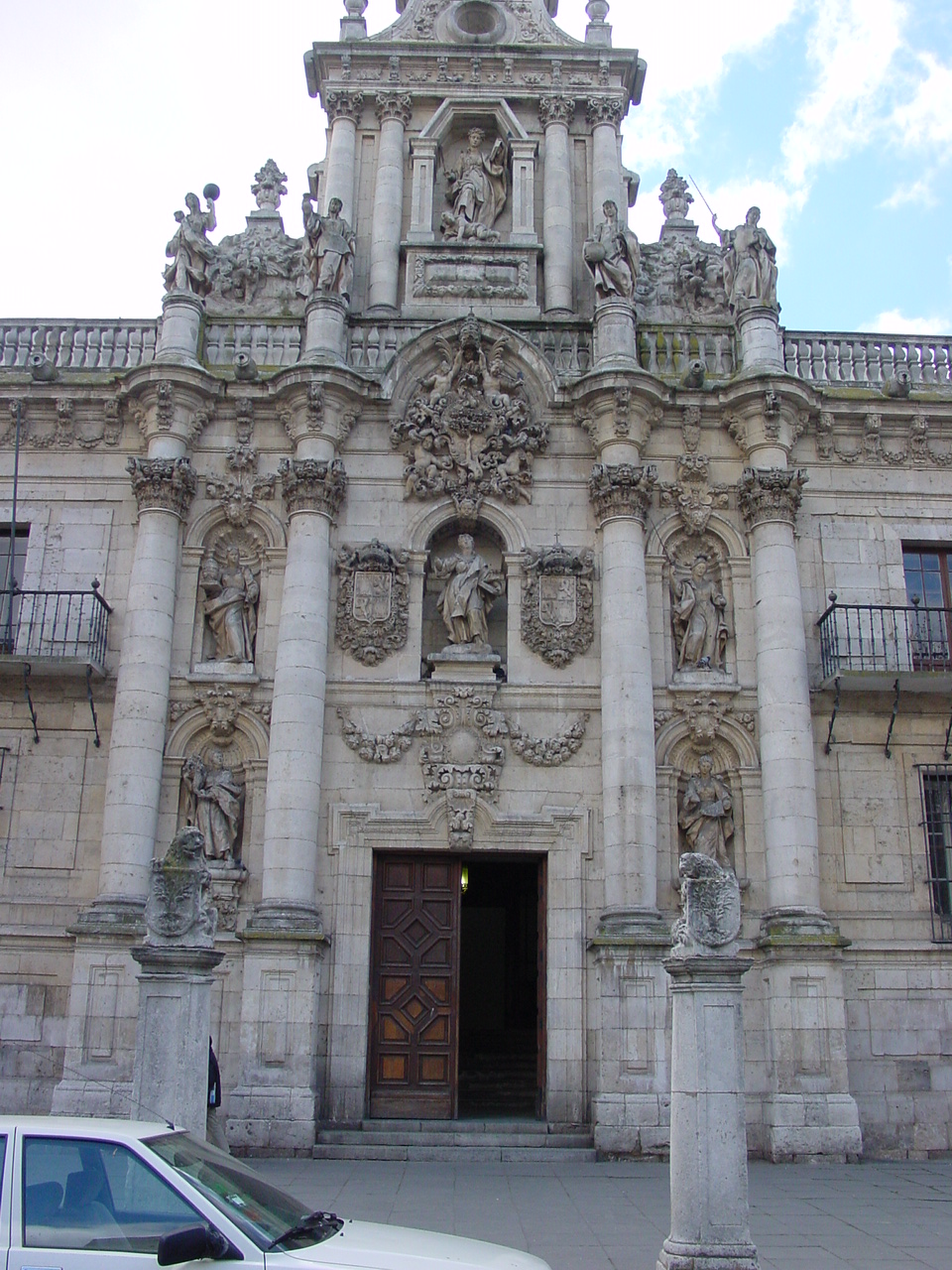
Fachada de la Universidad de Valladolid, donde participaron Narciso y Diego Tomé en la realización de sus esculturas.

Diego Tomé fue un arquitecto y escultor español del siglo XVIII. Colaboró, en 1715, con su hermano Narciso en las obras de la fachada de la Universidad de Valladolid.